# Brooklin Novo
Brooklin Novo é uma área não-oficial, sendo um centro financeiro paulistano que corresponde aos bairros de: Cidade Monções, Vila Cordeiro, Jardim das Acácias e Vila Gertrudes, pertencentes aos distrito do Itaim Bibi, administrados pela Subprefeitura de Pinheiros e localizados na Zona Oeste da cidade de São Paulo, Brasil. Sendo uma continuidade do Brooklin Velho (Brooklin Paulista). 
É delimitada pelas avenidas dos Bandeirantes, das Nações Unidas, Santo Amaro e Roque Petroni Júnior. Limita-se com o Brooklin Velho e os bairros de: Vila Olímpia, Chácara Santo Antônio, Moema e o distrito do Morumbi, localizado na outra margem do Rio Pinheiros. É a região em que está localizada a emblemática Ponte Octávio Frias de Oliveira, conhecida popularmente como "Ponte Estaiada".

## História
Devido à proximidade com o bairro de Vila Olímpia, ambos possuem uma história muito semelhante, pois foram criados e desenvolveram-se na mesma época. Encontram-se na várzea do Rio Pinheiros, que historicamente inundava a região. Sendo anteriormente conhecido como bairro de Cidade Monções. Essas desvantagens faziam-no abrigar indústrias de médio e grande porte, como as fábricas da Caloi, Kibon e Bombril. Em 1911 foi fundada no bairro a Sociedade Hípica Paulista, clube que revelou nomes consagrados no hipismo, como Luíza Almeida e Doda.
Em 1922 se tornou bairro, quando teve seus terrenos loteados e divididos entre três compradores: Afonso de Oliveira Santos, a Fábrica Votorantim e Júlio Klaunig com Álvaro Rodrigues. O nome foi escolhido pela Light, como uma homenagem ao famoso bairro do Brooklyn, em Nova York. Além do nome, os dois bairros têm algumas semelhanças: ambos têm grandes centros comerciais instalados na sua região; o Brooklin paulista abriga várias empresas multinacionais, principalmente na Avenida Engenheiro Luís Carlos Berrini. Outra semelhança é o uso de pontes para desafogar o trânsito; a principal é a Ponte Estaiada que liga o bairro à Marginal Pinheiros e à Zona Sul. A ponte é um dos mais recentes cartões postais da cidade.
Nos anos 1980 em diante, passa por um processo de gentrificação feito pela prefeitura da cidade e o governo estadual. como a Operação Urbana Água Espraiada, que consistia na construção da Avenida Água Espraiada, a canalização do córrego de mesmo nome e a remoção das favelas às margens do córrego.
O último destes processos de reurbanização foi o Complexo viário Real Parque, inaugurado em maio de 2008, que por meio da Ponte Octávio Frias de Oliveira, um marco arquitetônico da cidade, consagrou o bairro como um dos principais centros econômicos paulistanos. Devido a construção da obra houve a demolição da Favela do Jardim Edith. Em função desse processo houve um boom imobiliário, ou seja, uma enorme atração do setor para a construção de investimentos residenciais e comerciais de alto padrão na área. A partir de então são inauguradas a Estação Brooklin da Linha 5-Lilás do Metrô de São Paulo, a Estação Berrini da Linha 9 do Trem Metropolitano de São Paulo e a emblemática Ponte Octávio Frias de Oliveira, ao mesmo tempo que figurava-se como um dos centros financeiros da cidade.

## Atualidade
É uma área residencial e comercial, sendo um dos centros financeiros paulistanos. Sua via principal, a Avenida Engenheiro Luís Carlos Berrini, possui cerca de cem edifícios comerciais e abriga sedes de empresas multinacionais, hotéis de luxo, centrais de canais de televisão e consulados.
Apresenta diversos ícones da arquitetura moderna da cidade, como o Centro Empresarial Nações Unidas, complexo comercial onde encontram-se alguns dos maiores edifícios do país, além do luxuoso Hotel Hilton de São Paulo. Possui uma ligação subterrânea com o World Trade Center de São Paulo, outro complexo empresarial. Em frente ao Nações Unidas, foi construída a Ponte Octávio Frias de Oliveira, que hoje é um dos mais famosos cartões postais da cidade. 
Outros marcos arquitetônicos presentes são: o Edifício Mandarim e Plaza Centenário. É uma das localidades paulistanas que recebe mais investimentos privados, o que a torna alvo da especulação imobiliária. A região é classificada pelo CRECI como "Zona de Valor B", assim como outras áreas nobres da capital como Jardim Paulistano, Vila Olímpia e Pinheiros.
Seus moradores, "brooklinianos", são representados pela Sociedade Amigos do Brooklin Novo, instituição que visa a manutenção das áreas verdes existentes e a preservação da horizontalidade da região. O policiamento da área é feito pela 4ª Cia. do 12° Batalhão da Polícia Militar e a Polícia Civil encontra-se no 96°Distrito Policial - Brooklin. 
É servido pela Estação Brooklin da Linha 5-Lilás do Metrô de São Paulo, pela estação ferroviária Berrini, que faz parte da Linha 9-Esmeralda da CPTM, e pelo corredor Diadema-Morumbi da EMTU. Poderá receber as estações de  monotrilho: Chucri Zaidan, Vila Cordeiro, Brooklin Paulista da Linha 17 do Metrô de São Paulo, em construção. O Brooklin abriga uma grande quantidade de bares e restaurantes, além da gastronomia, possui cinema, música, artesanato e uma série de atividades culturais para crianças, jovens e adultos.
A região formada pelos bairros mais ao sul do distrito do Itaim Bibi, como:
- Cidade Monções: apresenta edifícios residenciais e comerciais de luxo, a Sociedade Hípica Paulista, várias sedes de empresas multinacionais, tais como: a Oracle, Nestlé, Nokia, Terra Networks. Apresenta sedes de canais de televisão, exemplos: da Disney-ABC Television Group, HBO Brasil e Turner Broadcasting System, e os consulados: canadense, esloveno, húngaro e sueco.[10][11] No Centro Empresarial Nações Unidas estão: as sedes da Polycom, da Microsoft[17], da Hewlett-Packard, da Monsanto[18], a Towers Watson[19], a Unilever, a Global Village Telecom (GVT), o Hilton - Morumbi, o escritório central da Toyota, da IBM, da Cisco Systems, da Samsung, da Laureate International Universities, da Webfones, da Rcell Telecom e da Alcoa,[20] a Rádio Globo, CBN e possui uma ligação subterrânea com o complexo empresarial vizinho, o World Trade Center de São Paulo.

- Vila Cordeiro: nos quarteirões próximos à Marginal Pinheiros abriga lojas e alguns dos edifícios mais modernos da cidade, como: a sede do BankBoston, a sede TV Globo São Paulo[21] e o luxuoso Hotel Hyatt São Paulo.[22][23]

- Jardim das Acácias: possui o Morumbi Shopping,[24] a sede administrativa do Grupo Fleury, a sede nacional da multinacional farmacêutica Eli Lilly and Company, o Centro Paulista De Badminton, o Food Intelligence Laboratório de Análise de Alimentos Ltda e a Estação Brooklin da Linha 5-Lilás do Metrô de São Paulo.[25]

- Vila Gertrudes: apresenta múltiplos hotéis, a sede da Vivo - Telefônica Brasil (sede Chucri Zaidan), o Teatro Vivo, o Colégio Anhembi Morumbi, a subestação elétrica ETD Morumbi, o Market Place Shopping Center, o Instituto Nacional De Processamento De Embalagens Vazias, empreendimentos de coworking e TI: Pay4Fun, Think Ball & Sports Consulting, Casa Oracle, Sekron Digital, Telium Networks, o Microsoft Reactor São Paulo (primeiro da América Latina).[26][27]